# Roberto Giordano
Roberto Giordano (Tropea, 6 maggio 1981) è un pianista italiano.

## Biografia
Inizia gli studi di pianoforte con Angela Masneri. Nel 1999 si diploma al Conservatorio "Rossini" di Pesaro con il massimo dei voti, lode e menzione speciale e contemporaneamente riceve il diploma di "Execution" presso l'Ecole Normale De Musique "A. Cortot" di Parigi, con "unanimité et félicitations" della giuria. Prosegue gli studi con Leonid Margarius e Piero Rattalino all'Accademia Pianistica di Imola, dove si diploma con il titolo di Master nel gennaio 2007. È stato particolarmente apprezzato da Vladimir Aškenazi, nella sua esecuzione integrale degli studi di Fryderyk Chopin.
Nel 2003 è premiato al Concours Musical International Reine Elisabeth de Belgique, a Bruxelles. In seguito a questo riconoscimento mondiale, il regista Gerard Corbiau realizza uno speciale-biografia su Giordano, che sarà trasmesso dalle maggiori emittenti del mondo: Roberto Giordano, d'un monde à l'autre.
È ospite regolare delle maggiori sale ed enti internazionali, tra cui il Teatro alla Scala, Palais des Beaux Arts di Bruxelles, Teatro dell'Ermitage di San Pietroburgo, Minato Mirai Hall di Yokohama, Konzerthaus di Berlino, Mozarteum di Salisburgo, Philharmonia di Breslavia in Polonia, Accademia Filarmonica Romana, Settimane Musicali di Stresa, Pomeriggi Musicali di Milano, Forbidden City Concert Hall di Pechino. Svolge inoltre un'intensa attività concertistica nei paesi del Benelux, in Italia, in USA e Giappone sia come solista che con Orchestre di rilievo internazionale.
Ha collaborato con RTBF radio e televisione Belga, come ospite di programmi culturali e musicali.
Le sue esecuzioni sono state registrate e trasmesse da RTBF e VRT, Radio belga, RAI, Radiouno, Radiotre e Radio Vaticana, Classica Japan, Radio Classica, SKY Classica.
Suona regolarmente con il baritono José van Dam.
La sua discografia comprende tre CD pubblicati da Cyprès e da La Bottega Discantica.
Il regista Gérard Corbiau gli ha dedicato un documentario dal titolo Roberto Giordano, d'un monde à l'autre.